# Pedro Daniel Ribeiro Alves
Pedro Daniel Ribeiro Alves (Baião, 17 gennaio 1989) è un ex calciatore portoghese naturalizzato lussemburghese, di ruolo centrocampista.

## Carriera
In carriera ha giocato 17 partite nelle coppe europee, di cui 16 per l'Europa League e 1 per la Coppa Intertoto, tutte con il Differdange 03.